# Horst Hasse
Horst Hasse (* 9. Februar 1930) ist ein deutscher Landwirt und Politiker. Er war Funktionär der Sozialistischen Einheitspartei Deutschlands (SED) und unter anderem Mitglied des Zentralkomitees (ZK) der SED.

## Leben
Hasse, ausgebildeter Diplom-Landwirt, war Vorsitzender der Landwirtschaftlichen Produktionsgenossenschaft (LPG) „Wilhelm Florin“ in Linum, Kreis Neuruppin, gleichzeitig ab 1972 Leiter der Kooperativen Abteilung Pflanzenproduktion und ab 1976 der Agrar-Industrie-Vereinigung Fehrbellin, zu der 2500 Genossenschaftsbauern und Arbeiter von neun LPG, drei Volkseigenen Gütern und fünf zwischenbetrieblichen Einrichtungen der Pflanzen- und Tierproduktion gehörten.
Hasse trat 1955 der SED bei. Von 1962 bis 1964 war er Kandidat der SED-Bezirksleitung Potsdam. Von 1966 bis 1968 war er Nachfolgekandidat des Landwirtschaftsrates der DDR, ab 1968 Mitglied des Rates für Land- und Nahrungsgüterwirtschaft der DDR. Ab Juni 1971 war er zunächst Kandidat, von Juni 1975 bis 1989 schließlich Mitglied des ZK der SED. 
Im April 1987 war Hasse Leiter der SED-Delegation zum IV. Parteitag der Kommunistischen Partei Bangladeshs in Dhaka und hielt dort eine Grußansprache.

## Schriften
- Klasse der Genossenschaftsbauern – zuverlässiger Bündnispartner. In: Neuer Weg, 32. Jg. (1977), H. 12, S. 539–541.

## Auszeichnungen
- Orden „Banner der Arbeit“ Stufe I (1974)
- Ehrentitel „Held der Arbeit“ (1979)
- Karl-Marx-Orden (1984)